# Elaphoglossum sartorii
Elaphoglossum sartorii är en träjonväxtart som först beskrevs av Frederik Michael Liebmann och som fick sitt nu gällande namn av John T. Mickel och  Joseph M. Beitel.
Elaphoglossum sartorii ingår i släktet Elaphoglossum och familjen Dryopteridaceae. Inga underarter finns listade i Catalogue of Life.